# ابن طملوس
أبو الحجاج يوسف بن محمّد بن طملوس والشهير باسم ابن طملوس (1164-1223) باحث بلنسي تراوحَت اهتماماته في الطب والفلسفة والنحو والشعر. يُعرَف في عصرنا هذا بشكل رئيس لعمله في المنطق. اشتهر ابن طلموس في كتاب سيرته باسم أبي الحجاج أو أبي إسحاق يوسف بن محمد بن طملوس. في المصادر اللاتينية، يُعرف بالحجاج بن ثالموس.

## السيرة الشخصية
وُلد في جزيرة شقر القريبة من بلنسية في وقت ما بين 1150 و1165. درس الفلسفة، والطب، والفقه، مع ابن رشد، عمل وبرع في الطب لدرجة أنه خلف ابن رشد طبيبًا للخليفة الموحد محمد الناصر نظرًا لكثرة إنجازاته العظيمة، من 1199 إلى 1213. تُوفي ابن طلموس في جزيرة شقر عام 1223.

## أعماله ذائعة الصيت
لم يذكر كتاب سيرته الشخصية شيئًا عن أعمال ابن طلموس المعروفة اليوم. بل على النقيض، فكل أعماله المذكورة في كتاب سيرته الذتية غير متوفرة اليوم. ذكر ابن عبار أن ابن طملوس ألف بعض الأعمال في علوم اللغة العربية، لكن لا يبدو أن هذه الأعمال موجودة. بالإضافة إلى ذلك، نقل لنا كتاب سيرة ابن طملوس بعض القصائد التي كتبها، والتي تم نسخها في السيرة الذاتية النهائية لفؤاد بن أحمد. في عصرنا هذا، لا يوجد سوى عملين رئيسين معروفين نجيا لابن طلموس، كتابه في المنطق وتعليقه على قصيدة ابن سينا الطبية.

### كتاب في المنطق
كتاب ابن طملوس في المنطق موجود في مخطوطة واحدة فقط. المخطوطة غير مؤرخة وبلا عنوان. اقترح بعض العلماء تواريخًا، لكنها تظل تخمينية. على الرغم من أنه تم تحرير أجزاء من مخطوطته تحت عنوان مقدمة في فن المنطق، إلا أنه وفي الواقع لم يُعطِ ابن طلموس ولا الناسخ عنوانًا للعمل. يُغطي النص جميع أجزاء مجموعة أورغانون في المنطق لأرسطو، بما في ذلك كتاب البلاغة وكتاب الشعر. في الواقع، دفاعه عن مجموعة الأورغانون في المنطق هو أحد السمات المهمة لعمله إذ أنه دعَّمهم بدلائل. تبدأ مخطوطة ابن طملوس بمقدمة طويلة (صدر) للنص، تناول فيها ابن طملوس عدة خلافات تتعلق بتعليمه المنطق ومواقف علماء زمانه من المنطق (أي الفقهاء وطلاب الحديث النبوي). كما أنه يأخذ في الاعتبار قيمة الأعمال المنطقية للغزالي والفارابي، من وجهة نظر فلسفية ودينية. لا يختلف المؤرخون بأن هذين العالمين لهما تأثير كبير على ابن طملوس، إلا أن الدراسات التاريخية الحديثة أظهرت أن المؤثر الرئيس عليه كان أستاذه ابن رشد.
حرَّر وترجم العديد من العلماء مقتطفات من كتابه في المنطق، كالآتي:
- جزء من المقدمة إلى الفرنسية[6]
- المقدمة والأقسام الثلاثة الأولى باللغة الإسبانية[7]
- مقتطفات من قسم الشعر إلى الفرنسية[8]
- قسم البلاغة إلى الفرنسية[9]

بالرغم من أن أعمال ابن طلموس كانت بالعربية، إلا أن هذه الأعمال غير متوفرة اليوم في العالم العربي، لذا أصدر فؤاد بن أحمد مؤخرًا إصدارًا عربيًّا هامًا من الأقسام المتعلقة بالجدلية والسفسطة، كما يعمل على إصدار عربي لبقية المخطوطة. في الوقت الحالي، لا توجد ترجمة باللغة الإنجليزية.

### تعليق على قصيدة ابن سينا الطبية
من أهم الأعمال الباقية لابن طملوس هو تعليقه على قصيدة ابن سينا الطبية بعنوان (شرح العريزة). على الرغم من وجود ثماني مخطوطات معروفة تحتوي على هذا العمل، إلا أنه على الأغلب تٌوجد مخطوطات ناقصة لم يتم التعرف عليها، كما أنه لا يوجد نسخة كاملة من العمل. ثمَّة بيانات نسخ في نهاية مخطوطة واحدة تؤرخ المراجعات الأخيرة لأعمال ابن طملوس، في مراكش عام 1209. الدراسات في هذا العمل، وفي هذه الفترة الزمنية، محدودة للغاية.